# Slättsjö
För sjöar med liknanden namn, se Slättsjön.

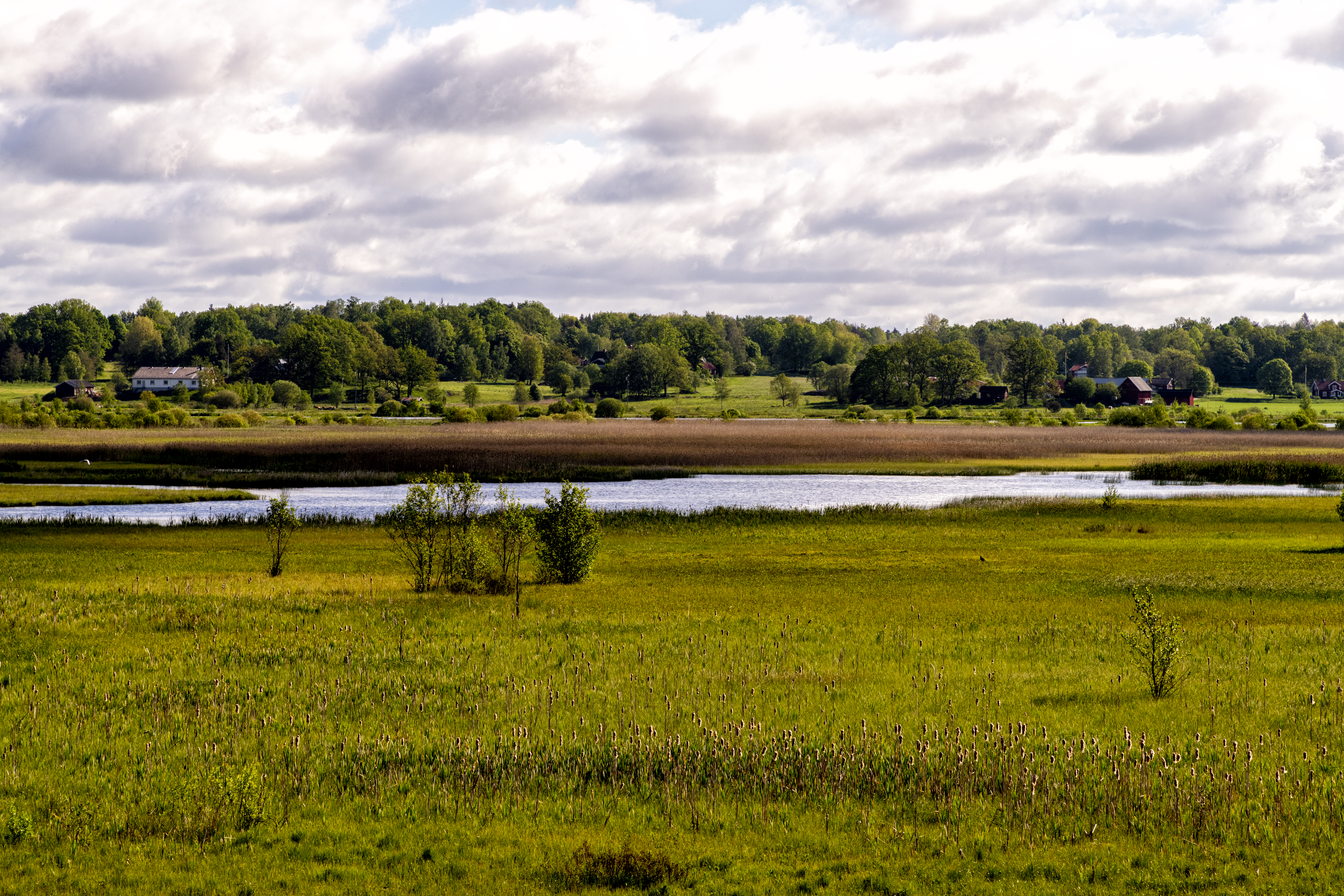
Draven är en slättsjö i Dravens naturreservat i Småland.

Slättsjö  eller slättlandssjö är en sjö som är belägen i ett slättlandsområde på lersediment, oftast omgiven av jordbruksmark. Det finns både djupa och grunda slättsjöar. Slättsjöar är ofta näringsrika och har ofta ett rikt växt- och djurliv. De grunda slättsjöarna har ofta en rik fågelfauna.